# Creative Growth Art Center

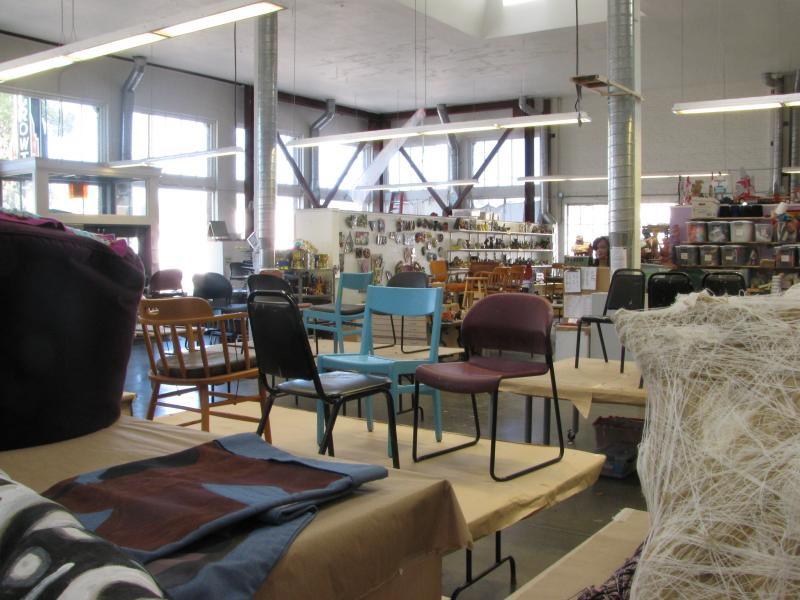
Studio

Das Creative Growth Art Center ist eine gemeinnützige Kunstorganisation mit Sitz in Oakland, Kalifornien, die Künstlern mit Entwicklungsstörungen, geistigen und körperlichen Behinderungen ein unterstützendes Atelierumfeld, Material und Galerieräume zur Verfügung stellt. Sie fördert die Einbeziehung dieser Künstler in die zeitgenössische Kunst.

## Geschichte
Das Creative Growth Art Center wurde 1974, noch unter dem Namen „Institute for Creative and Artistic Development“, als Non-Profit-Organisation von dem Psychologen Elias Katz und der Künstlerin und Kunsterzieherin Florence Ludins-Katz gegründet. Anlass war die Schließung vieler psychiatrischer Kliniken in Kalifornien in den sechziger Jahren. Nach der Unterzeichnung des „Lanterman-Petris-Short-Gesetzes“ durch den damaligen Gouverneur von Kalifornien, Ronald Reagan, wurde eine große Zahl von Menschen mit Behinderungen aus Heimen entlassen. Dies führte zu einem sprunghaften Anstieg von Obdachlosigkeit und Inhaftierungen mittelloser Menschen mit Behinderungen.
Anfangs leitete das Ehepaar Katz Creative Growth von ihrer Garage in Berkeley aus. Zielsetzung war, erwachsenen Menschen mit Behinderungen einen Begegnungsort zur Verfügung zu stellen, die Möglichkeit zu schaffen, sich mittels Kunst auszudrücken, in einer professionellen Galerie ihre Werke auszustellen und ihnen Zugang zum regulären Kunstmarkt zu ermöglichen. Anfänglich verbreitete das Ehepaar diese Idee mit Vorträgen und Workshops in der ganzen Region, bis sie einen geeigneten Ort fanden. Das Center befindet sich seitdem in einer ehemaligen umgebauten Karosseriewerkstatt in der Nähe des Stadtzentrums von Oakland, Kalifornien.

## Das Center

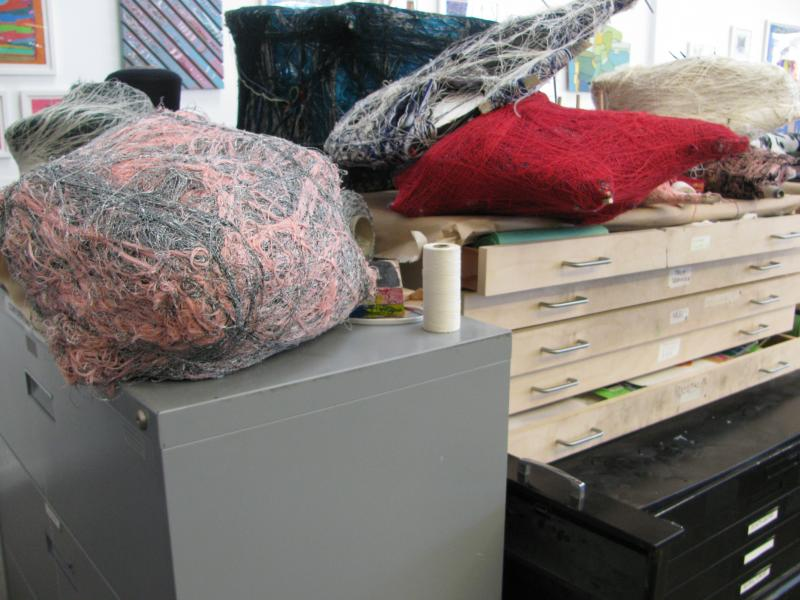
Atelier mit Textilarbeiten

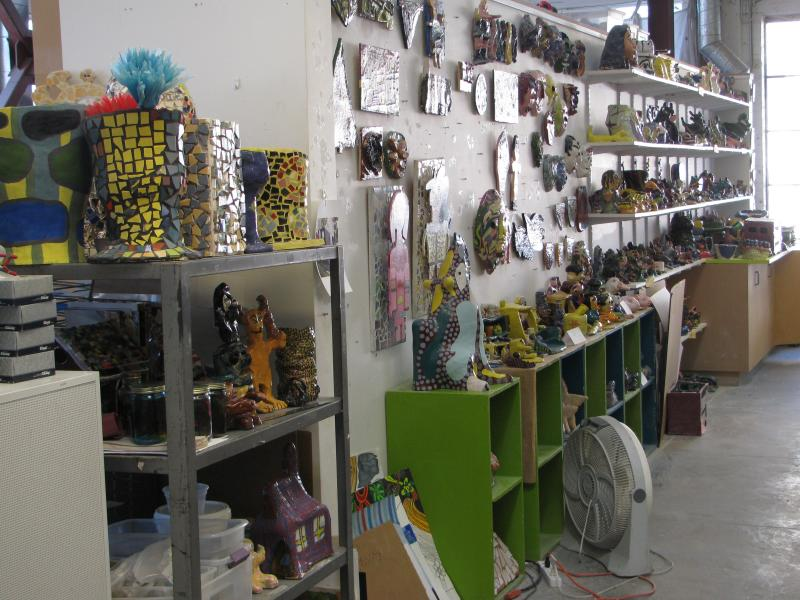
Atelier mit Keramikarbeiten

Das Atelier ist ein offener Raum in einer ehemaligen Autowerkstatt mit 12.000 Quadratmetern, die auch die Galerie beherbergt. Grundsatz des Centers ist, dass Kunst eine grundlegende Ausdrucksform des Menschen ist und dass alle Menschen ein Recht auf ihre Kommunikationsmittel haben. Der Kritiker James Trainor bemerkte 2006: „Creative Growth ist kein Krankenhaus, keine Klinik und nicht einmal eine Schule im engeren Sinne. […] Es handelt sich vielmehr um ein Experiment, das in den typisch nordkalifornischen Vorstellungen von Graswurzelbewegung, kollektiver Kreativität und sozialem Wandel verwurzelt ist und entrechteten Menschen die Mittel, den Raum und die Unterstützung bietet, sich selbst auszudrücken.“ Das von professionellen Künstlern betreute Studio bietet künstlerische Unterstützung, Materialien und Raum für Malerei, Zeichnung, Keramik, Holzarbeiten, Faserkunst, Druckgrafik und digitale Medien. Die etwa 140 und 160 Künstler ohne künstlerische Vorbildung kommen meist aus Heimen oder auf Empfehlung von Behindertenorganisationen. Sie können kostenlos eine Vielzahl von Medien ausprobieren und benutzen und ihr ganzes Leben lang bleiben.
In der Galerie des Centers werden regelmäßig Ausstellungen der Künstlerinnen und Künstler organisiert. Ihre Werke werden jedes Jahr auf nationalen und internationalen Kunstmessen gezeigt. Verkäufe von Kunstwerken kommen direkt den Künstlern und dem Center zugute, das die Erlöse für den Kauf von Materialien und die Aufrechterhaltung des Programms verwendet. Kunstwerke von Kunstschaffenden des Centers wurden von Sammlungen Weltweit erworben, darunter das Museum of Modern Art, das San Francisco Museum of Modern Art, die Smithsonian Institution, das Studio Museum of Harlem, die Collection de l’Art Brut, das American Folk Art Museum und das Museum of Everything.
Die US-amerikanische Kuratorin und Kolumnistin Susan Subtle ordnete 1990 die Kunst aus dem Creative Growth Art Center neben Art Brut und Outsider Art als naive Kunst und frühe amerikanische Volkskunst ein. Eine der bekanntesten Kunstschaffenden war die Textil-Künstlerin Judith Scott (1943–2005), die von 1987 bis zu ihrem Tod im Creative Growth Art Center tätig war.

## Ausstellungen (Auswahl)
Künstlerinnen und Künstler von Creative Growth waren in Ausstellungen der National Gallery of Art, der Biennale von Venedig 2017, des Brooklyn Museums, des Museum of Modern Art und in White Columns vertreten.
- 2023: Into the Brightness. Künstler von „Creativity Explored“, „Creative Growth“ San Francisco und „Nurturing Independence Through Artistic Development“ Art Center Richmond (NIAD) im Oakland Museum of California[12]
- 2022: We Are Made of Stories: Self-Taught Artists in the Robson Family Collection. Smithsonian American Art Museum
- 2022: Creative! Growth! John Michael Kohler Arts Center, Sheboygan, Wisconsin
- 2022: William Scott at Malmö Konsthall. Kunsthalle Malmö, Schweden
- 2021: Future History: The Katz Legacy, Christie’s. Christie’s, San Francisco
- 2020: Where Am I?. Kunsthaus Kannen, Münster
- 2020: No More I Love Yous. Creative Growth Gallery
- 2019: Imprint. Creative Growth Gallery[13]
- 2019: Dan Miller, Donald Mitchell, Dinah Shapiro, George Wilson, Joseph Alef, Lauren Dare. Chase Center, San Francisco[14]
- 2017: Dan Miller, Judith Scott. Biennale von Venedig
- 2013: Dan Miller and Judith Scott: Creative Growth. Aldrich Contemporary Art Museum, Ridgefield, Connecticut[6]